# Pennyroyal Tea
«Pennyroyal Tea» es una canción del grupo musical de grunge Nirvana. Es la novena canción del álbum de 1993, titulado In Utero. Estaba programada para ser lanzada como tercer sencillo del álbum en abril de 1994, pero los planes fueron abandonados posteriormente debido a que el líder del grupo musical Kurt Cobain, fue encontrado muerto ese mismo mes.

## Significado
Pennyroyal es una hierba conocida comúnmente como poleo, usualmente utilizada para inducir al aborto. Muchos han especulado que fue escrita, al menos parcialmente, sobre los dolores estomacales que Cobain sufría y que luego se descubrió que fueron causados por un nervio. La línea «I'm on warm milk and laxatives» («Estoy tomando leche caliente y laxantes») pudo referirse al abuso de heroína de Cobain, partiendo del hecho que varios adictos a veces consumen laxantes para combatir el estreñimiento provocado por el uso de la droga, y leche para reponer el calcio que se va perdiendo con su consumo.

## Historia
De acuerdo con la biografía de Michael Azerrad de 1993, Come as You Are, «Pennyroyal Tea» fue escrita por Cobain en 1990, en un apartamento de Olympia, Washington que él compartía con el baterista Dave Grohl; «Dave y yo estábamos enredando con una grabadora de 4 pistas», dijo Cobain, y «escribí esa canción en treinta segundos. Y luego me senté como durante media hora y escribí la letra y después la grabamos». Sin embargo, la canción no recibió un tratamiento propio en estudio hasta 1993, cuando fue grabada con colaboración de Steve Albini para In Utero.

## Otras versiones
- Una mezcla de Scott Litt aparece en las versiones de Wal-Mart y Kmart de In Utero; esta mezcla fue relanzada en la compilación de 2002, Nirvana, y es incidentalmente la misma mezcla que iba a aparecer en el sencillo.
- La versión acústica en vivo aparece en el álbum acústico MTV Unplugged in New York.
- Un demo acústico aparece en el box set de 2004 With the Lights Out.
- El DVD del box set incluye otra interpretación, esta vez eléctrica, pero al igual que las dos anteriores, solo por Cobain, de la presentación de 1991 en el OK Hotel de Seattle, donde se tocó por primera vez (en el mismo concierto también se tocó la primera interpretación en vivo de «Smells Like Teen Spirit»).

## Versiones por otros artistas
La canción ha sido versionada por:
- Hole, el disuelto grupo musical de la viuda de Cobain Courtney Love.
- Kristin Hersh de Throwing Muses
- Manic Street Preachers.
- Jared Leto de 30 Seconds To Mars

## Sencillo
Pese a que varias copias del sencillo de «Pennyroyal Tea» fueron destruidas, muchas fueron previamente vendidas. Las copias genuinas se venden hoy por miles de dólares. La lista de canciones es:
1. «Pennyroyal Tea» (Mezcla de Scott Litt)
2. «I Hate Myself and I Want to Die» (Cobain)
3. «Where Did You Sleep Last Night» (Leadbelly)

## Posiciones en listas
| Año  | Lista             | Posición |
| ---- | ----------------- | -------- |
| 1994 | Listas de Letonia | 20       |